# Kamila Valieva
Kamila Valeryevna Valieva (russisk: Камила Валерьевна Валиева, Kamila Walerjewna Walijewa; tatar: Камилә Валерий кызы Вәлиева; født den 26. april 2006) er en russisk kunstskøjteløber. Hun var juniorverdensmester i 2020, europamester per 2022 og besidder to juniorrekorder sat i 2020 samt otte verdensrekorder, sat i 2021 og januar 2022.
Hun begyndte på kunstskøjteløb i Kasan i Republikken Tatarstan da hun var 3 1/2 år gammel.

## Dopingkontrovers
Ved Vinter-OL i Beijing 2022 skabte hun opmærksomhed efter at en positiv dopingtest blev offentliggjort og alligevel blev tilladt fortsat OL-deltagelse af Den Internationale Olympiske Komité og CAS (Sportens Voldgiftsret), under henvisning til hendes unge alder. Valieva var 15 år på daværende tidspunkt og at regne som mindreårig efter WADA's regler. Valieva accepterede testen uden inddragelse af B-testen, med den begrundelse, at hun havde forbyttet sin bedstefars trimetazidin-medicin (TMZ) med egne medikamenter. Trimetazidin er på WADA's dopingliste idet det modvirker svimmelhed og øger udholdenheden. Det russiske antidopingagenturs (RUSADA) antidopingkomité (DAC) afviste testresultatet, mens IOC, WADA og ISU, den internationale kunstskøjteunion, har appelleret RUSADA's afgørelse.
Der blev fundet tre medikamenter i Valievas urinprøve imod hjerteproblemer. Ud over trimetazidin også hypoxin og L-karnitin, der ikke er på dopinglisten. Begge befordrer udholdenhed og reducerer træthed og anvendes i Rusland for at forøge atleters præstationer. De sidstnævnte medikamenters effektivitet er imidlertid ikke bekræftet.
På sin sekstenårsfødselsdag, den 26. april 2022, blev Valieva ufrivilligt inddraget i Vladimir Putins propagandapolitik, da han lod sig fotografere sammen med Valieva og udtalte, at hun var komplet uskyldig i dopinganklagerne, der angiveligt ikke skulle have nogen indflydelse inden for kunstskøjteløb ifølge Putin. Fotoet offentliggjordes i de fleste vesteuropæiske medier.
I januar 2024 blev hun idømt fire års karantæne for dopingbrug, gældende fra 25. december 2021. Hun mister derfor sin guldmedalje fra Vinter-OL 2022.